# Bahnradsport-Weltmeisterschaften 1947
Die Bahnradsport-Weltmeisterschaften 1947 fanden vom 26. Juli bis 3. August 1947 in Paris statt. Die französische Hauptstadt war damit zum sechsten Mal Gastgeberin der Bahn-WM; die WM begann eine Woche nach dem Ende der Tour de France.
Insgesamt waren Sportler aus 21 Nationen am Start (dabei sind allerdings die Teilnehmer der Straßen-Weltmeisterschaften mit eingerechnet). Deutsche Sportler waren nicht am Start.
Bei diesen Weltmeisterschaften errang der 39-jährige Belgier Jef Scherens seinen siebten Weltmeister-Titel bei den Profi-Sprintern. An diesem Wettbewerb nahmen lediglich neun Fahrer aus vier Ländern teil. Bei den Finalläufen kam es jedoch zu „skandalösen Vorfällen“: Den ersten Lauf hatte Scherens gewonnen, beim zweiten stürzte er, so dass dieser wiederholt wurde, den wiederum Gérardin gewann. Als Scherens anschließend wegen des Sturzes um eine zehnminütige Pause bat, lehnte Gérardin dies ab. Daraufhin protestierte Scherens gegen die Wertung des zweiten Laufes wegen Behinderung, die Kommissare entschieden auf Wiederholung. Während dieses Laufes wurde Scherens vom randalierenden Publikum mit Gegenständen beworfen. Gérardin brach daraufhin den Lauf ab und versuchte, das Publikum über Mikrofon zu beruhigen. Unter tosendem Pfeifkonzert wurde der Lauf schließlich wiederholt und Scherens gewann. Nun protestierte allerdings Gérardin gegen dessen Wertung, Scherens wurde dennoch zum Weltmeister erklärt; zu einer Siegerehrung kam es jedoch nicht, da er sich vor der wütenden Menge in Sicherheit bringen musste. Wenige Tage später stellte Scherens öffentlich seinen Titel zur Verfügung und forderte Gérardin zu einer Revanche auf. Dazu kam es jedoch nicht: Scherens wurde sein Weltmeistertrikot Ende September vom Bürgermeister seiner Heimatstadt Löwen überreicht.
Allgemein wurde der fehlende Nachwuchs bei den Profi-Sprintern beklagt: Die Stars aus der Vorkriegszeit, Arie van Vliet, Louis Gérardin und Scherens, beherrschten auch weiterhin die Wettbewerbe. Der „Märtyrertod“ von Albert Richter habe auch international eine schmerzliche Lücke hinterlassen.

## Resultate der Berufsfahrer
| Disziplin                   | Platz | Land        | Athlet                | Zeit/Abstand |
| --------------------------- | ----- | ----------- | --------------------- | ------------ |
| Fliegerrennen über 1000 m   | 1     | Belgien     | Jef Scherens          |              |
|                             | 2     | Frankreich  | Louis Gérardin        |              |
|                             | 3     | Frankreich  | Georges Senfftleben   |              |
| Steherrennen                | 1     | Frankreich  | Raoul Lesueur         |              |
| über 100 km                 | 2     | Frankreich  | Jean-Jacques Lamboley |              |
|                             | 3     | Niederlande | Jan Pronk             |              |
| Einerverfolgung über 5000 m | 1     | Italien     | Fausto Coppi          | 6:16,2 min   |
|                             | 2     | Italien     | Antonio Bevilacqua    | (105 m)      |
|                             | 3     | Schweiz     | Hugo Koblet           | 6:26,6 min   |

## Resultate der Amateure
| Disziplin                   | Platz | Land                   | Athlet                | Zeit/Abstand |
| --------------------------- | ----- | ---------------------- | --------------------- | ------------ |
| Fliegerrennen               | 1     | Vereinigtes Königreich | Reg Harris            |              |
| über 1000 m                 | 2     | Niederlande            | Cor Bijster           |              |
|                             | 3     | Frankreich             | Henri Sensever        |              |
| Einerverfolgung über 4000 m | 1     | Italien                | Arnaldo Benfenati     | 5.20,4 min   |
|                             | 2     | Uruguay                | Atilio François Baldi | (80 m)       |
|                             | 3     | Dänemark               | Knud E. Andersen      |              |